# Hans Wellmann (Politiker, 1911)

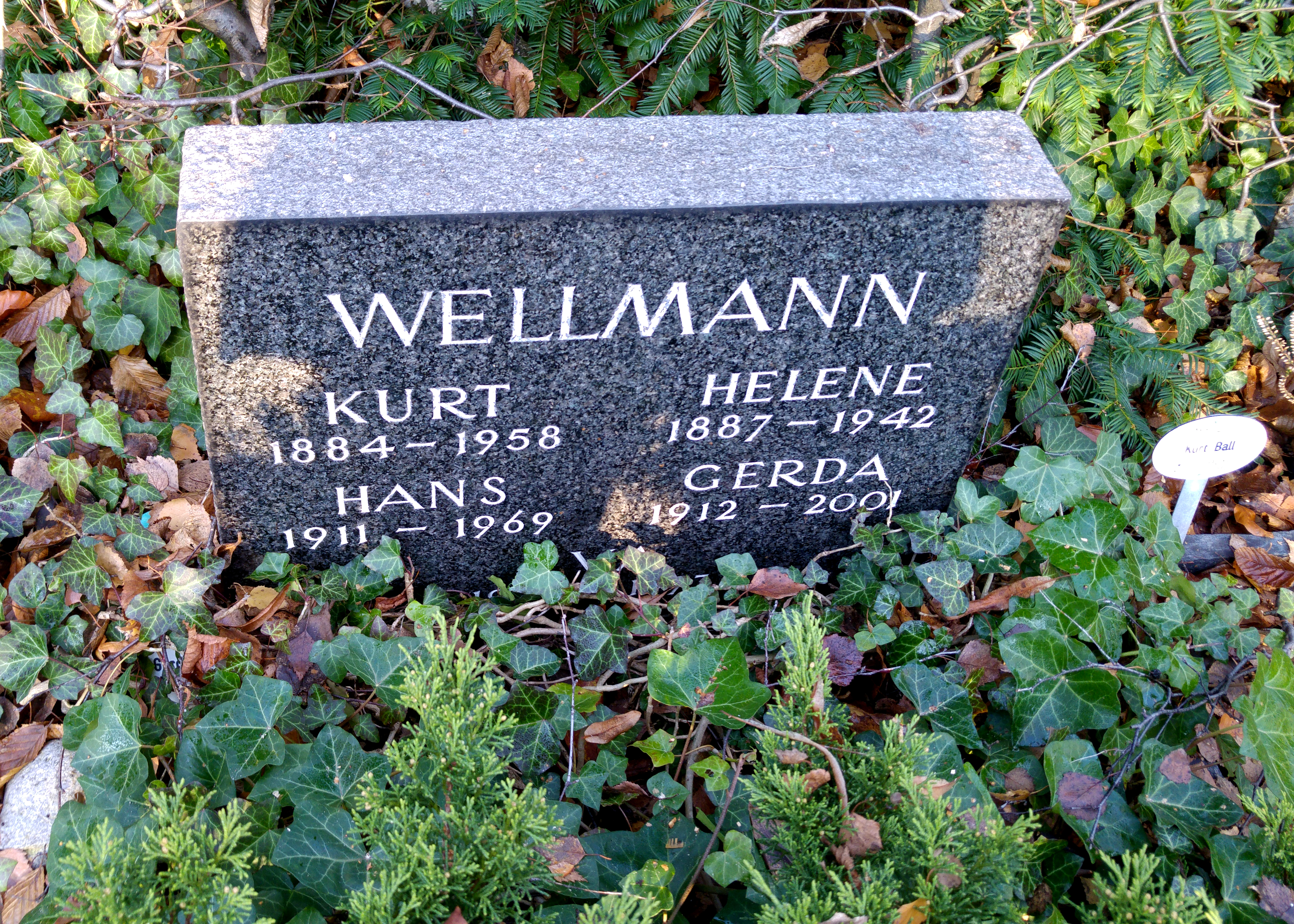
Grabstelle auf dem Städtischen Friedhof Stubenrauchstraße, Berlin-Friedenau

Hans Wellmann (* 6. September 1911 in Berlin; † 30. Mai 1969) war ein deutscher Politiker (SPD). Er war von 1962 bis zu seinem Tod Abgeordneter des Deutschen Bundestages.

## Leben und Beruf
Nach dem Besuch der Volks- und Mittelschule absolvierte Wellmann ab 1927 eine Maurerlehre, die er mit der Gesellenprüfung abschloss. Er war seit 1927 gewerkschaftlich organisiert, bildete sich an der Staatlichen Baugewerkschule fort und arbeitete im Baugewerbe. Von 1933 bis 1939 war er als Kraftfahrer und Elektrolehrschweißer, von 1939 bis 1945 dann als Technischer Angestellter in der Luftfahrtindustrie tätig.
Wellmann arbeitete von 1945 bis 1949 als Angestellter in Berliner Zeitungsverlagen. Von 1955 bis 1961 fungierte er als Persönlicher Referent der Präsidenten des Abgeordnetenhauses von Berlin Willy Brandt, Kurt Landsberg und Willy Henneberg. Im Anschluss wurde er Persönlicher Referent des Regierenden Bürgermeisters von Berlin Willy Brandt.

## Politik

### Partei
Wellmann war von 1928 bis 1933 Mitglied des Reichsbanners Schwarz-Rot-Gold. Er trat 1929 in die SPD ein, wurde nach 1945 in den Kreisvorstand der SPD Wilmersdorf gewählt und war dort von 1949 bis 1955 politischer Sekretär der Partei. Außerdem gehörte er dem Landesausschuss der Berliner Sozialdemokraten an.

### Abgeordneter
Wellmann war seit 1948 Bezirksverordneter in Berlin-Wilmersdorf und wurde dort 1957 zum Vorsitzenden der SPD-Fraktion gewählt. Dem Deutschen Bundestag gehörte er als Berliner Abgeordneter vom 1. Januar 1962, als er für den ausgeschiedenen Abgeordneten Willy Brandt nachrückte, bis zu seinem Tode an. Er war in der vierten Wahlperiode ordentliches Mitglied des Ausschusses für wirtschaftlichen Besitz des Bundes und bis November 1964 stellvertretendes, anschließend ordentliches Mitglied des Haushaltsausschusses. In der fünften Wahlperiode war er als ordentliches Mitglied erneut im Haushaltsausschuss tätig, außerdem als stellvertretendes Mitglied im Verteidigungsausschuss tätig. Wellmann starb am 30. Mai 1969, für ihn rückte der Abgeordnete Hellmut Sieglerschmidt ins Parlament nach.